# Geersdijk
Geersdijk es una localidad del municipio de Noord-Beveland, en la provincia de Zelanda (Países Bajos). Está situada a unos 13 km al noreste de Middelburg.
- Datos: Q1497728
- Multimedia: Geersdijk / Q1497728